# Plectocomiopsis
Plectocomiopsis ist eine Pflanzengattung innerhalb der Familie der Palmengewächse (Arecaceae). Die etwa sechs Arten sind von Indochina über Thailand, Malaiische Halbinsel bis Sumatra und Borneo verbreitet. Es sind kletternde Palmen. 

## Merkmale
Plectocomiopsis-Arten sind mehrstämmige, hoch kletternde Rattanpalmen. Der Stamm ist häufig dreikantig, besitzt lange Internodien und auffällige Blattnarben. An basalen Blattachseln entspringen Seitenzweige. 

### Blätter
Die Blätter an ausgewachsenen, kletternden Stämmen sind gefiedert und tragen eine Ranke. Die Blattscheide ist röhrig, eher schwach bewehrt bis unbewehrt. Ein Knie fehlt, eine Ochrea ist vorhanden. Der Blattstiel kann fehlen, Stiel und unterer Teil der Rhachis sind tief gefurcht. Der obere Teil und die Ranke sind regelmäßig mit rückwärts gerichteten Stacheln besetzt. Das Blatt besteht aus wenigen bis zahlreichen Fiederblättchen. Diese sind einfach gefaltet, lanzettlich und ganzrandig. 

### Blütenstände
Plectocomiopsis-Arten sind hapaxanth, ein Exemplar blühen also nur einmal im Leben, und sie sind zweihäusig getrenntgeschlechtig (diözisch).
Die Blütenstände entstehen gleichzeitig in den Achseln der distalsten, häufig reduzierten Blätter des Stammes. Sie sind einfach, selten doppelt verzweigt. Der Blütenstandsstiel ist kurz. Das Vorblatt ist röhrig, zweikielig und verbleibt innerhalb der Blattscheide des Tragblattes. Hochblätter am Blütenstandsstiel fehlen. Die Blütenstandsachse ist wesentlich länger als der -stiel. Die Hochblätter an der Achse sind röhrig, stehen annähernd zweizeilig (distich) und tragen je einen waagrechten oder eher hängenden Seitenzweig erster Ordnung. Diese haben ein zweikieliges Vorblatt und distiche, röhrige Hochblätter, von denen jedes einen Blütencluster trägt. Lediglich bei Plectocomiopsis corneri sind die Blütenstände noch einmal verzweigt und tragen Blüten an den Seitenachsen aller Ordnungen. Der Blütencluster ist monopodial und entspricht einer zusammengezogenen Rachilla.

### Blüten
Die männlichen Blüten stehen annähernd distich in Gruppen von bis zu 32 Blüten. Jede Blüte steht dabei in der Achsel einer becherförmigen Rachilla-Braktee, zudem besitzt sie eine ebenfalls becherförmige, zweikielige Brakteole. Der Kelch ist dick, stark ledrig, röhrig mit drei kurzen Lappen. Die abaxiale Seite ist häufig mit schuppenartigen Trichomen besetzt. Die Krone ist dick, ledrig und fast über die ganze Länge zu einer Röhre verwachsen. Sie ist mit schuppenartigen Trichomen besetzt. Die sechs Staubblätter stehen epipetal und sind seitlich miteinander verwachsen und bilden so eine Röhre, an deren Ende sechs kurze frei Staubfäden mit kurzen Antheren stehen. Der Pollen ist ellipsoidisch und bisymmetrisch. Die längste Achse misst 19 bis 34 Mikrometer.
Die weiblichen Blüten stehen selten einzeln, meist jedoch in Gruppen von zwei bis vier Blüten, jede in der Achsel einer becherförmigen Braktee mit einer zweikieligen Brakteole, selten mit einer zweiten, dann sehr kleinen Brakteole. Der Kelch ist röhrig, dick und ledrig. Er verbleibt an der reifen Frucht und vergrößert und spaltet sich dabei. Die Krone ist ebenfalls dick und ledrig, mit drei kurzen Lappen. Kelch und Krone sind mit schuppenförmigen Trichomen besetzt. Das Gynoeceum ist eiförmig bis zylindrisch, zur Blütezeit nur an der Basis der drei Narben mit Schuppen besetzt. Die drei Fruchtfächer sind unvollständig getrennt, jede besitzt eine anatrope, basal stehende Samenanlage.

### Früchte und Samen
Die Frucht ist meist einsamig, selten zweisamig. Die Blütenhülle bleibt erhalten. An der Spitze sitzen Narbenreste. Das Exokarp ist mit etwas unregelmäßig vertikalen Reihen von nach unten weisenden Schuppen besetzt. Das Mesokarp ist dünn, das Endokarp ist nicht differenziert. Der Samen sitzt basal und meist kugelig. Die Sarcotesta ist dick, aber nicht saftig. Das Endosperm ist homogen.

## Vorkommen
Plectocomiopsis-Arten sind von Indochina über Thailand, Malaiische Halbinsel bis Sumatra und Borneo verbreitet.
Plectocomiopsis-Arten wachsen vorwiegend auf gestörten Standorten von Primärwäldern. Die beiden Arten Plectocomipsis triquetra und Plectocomiopsis wrayi sind auf die Tiefland-Sumpfwälder von Borneo bzw. der Malaiischen Halbinsel beschränkt. Plectocomiopsis geminiflora wächst in verschiedensten Waldtypen in bis in Höhenlagen von 1200 Metern, während die übrigen beiden Arten nur lokal in Tiefland-Dipterocarpaceen-Wäldern in bis in Höhenlagen von 700 Metern vorkommen.

## Systematik
Die Gattung Plectocomiopsis wurde 1893 von Odoardo Beccari in Joseph Dalton Hooker: Flora of British India, Band 6, Teil 19, Seite 479 aufgestellt. Der Gattungsname Plectocomiopsis setzt sich zusammen aus dem Namen der Gattung Plectocomia mit der Endung -opsis, dies bedeutet, dass sie der Gattung Plectocomia ähnlich sind.
Die Gattung Plectocomiopsis Becc.  bildet zusammen mit den Gattungen Myrialepis und Plectocomia die Subtribus Plectocomiinae aus der Tribus Calameae in der Unterfamilie Calamoideae innerhalb der Familie Arecaceae. Die Beziehungen zwischen den drei Gattungen sind unklar. Die Monophylie von Plectocomiopsis wurde 2008 noch nicht untersucht.
Es gibt seit 2010 etwa sechs Arten:
- Plectocomiopsis corneri Furtado: Sie kommt von der Malaiischen Halbinsel bis Sumatra vor.[1]
- Plectocomiopsis geminiflora (Griff.) Becc.: Das Verbreitungsgebiet reicht von Indochina bis zum westlichen Malesien.[1]
- Plectocomiopsis mira J.Dransf.: Sie kommt im westlichen Malesien vor.[1]
- Plectocomiopsis songthanhensis A.J.Hend. & N.Q.Dung: Sie wurde 2010 aus dem zentralen Vietnam erstbeschrieben.[1]
- Plectocomiopsis triquetra (Becc.) J.Dransf.: Sie kommt nur in Borneo vor.[1]
- Plectocomiopsis wrayi Becc.: Sie kommt von der südlichen Thailändischen Halbinsel bis zur Malaiischen Halbinsel vor.[1]

## Nutzung
Die Sprossspitzen von Plectocomiopsis geminiflora werden auf Borneo als Gemüse geschätzt, obwohl sie bitter sind. Andere Arten werden je nach Gebiet als schmackhaft oder giftig angesehen. 
Die Stämme sind nicht zur Verwendung als Rattan geeignet, da sie leicht splittern.

## Belege
- John Dransfield, Natalie W. Uhl, Conny B. Asmussen, William J. Baker, Madeline M. Harley, Carl E. Lewis: Genera Palmarum. The Evolution and Classification of Palms. Zweite Auflage, Royal Botanic Gardens, Kew 2008, ISBN 978-1-84246-182-2, S. 188–190.